# میدان تیان‌آنمن

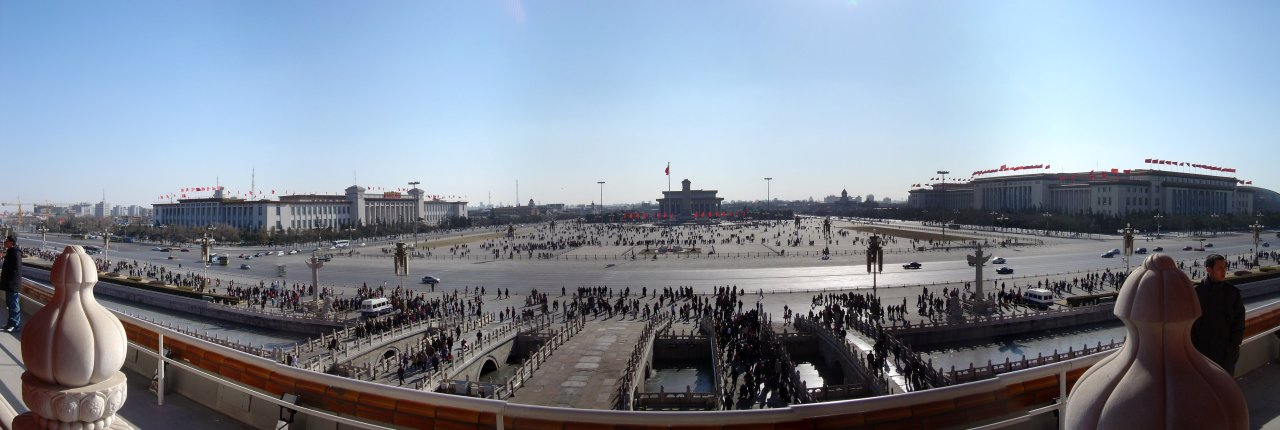
نمای میدان از فراز دروازه شهر ممنوعه

میدان تیان‌آنمن یکی از بزرگترین میدان های جهان و در شهر پکن کشور چین واقع است. اطراف این میدان ابنیه مهم تاریخی همچون مجموعه کاخ‌های شهر ممنوعه، پل‌های «جین شوی» (آب طلایی)، دیوار سرخ و مجلس چین واقع شده‌است. بنای اولیه میدان به اوایل قرن پانزدهم میلادی بازگشته و کاربرد اولیه آن دروازه قدیمی شهر ممنوعه بوده‌است. نام این میدان به زبان چینی به مفهوم «میدان آرامش آسمانی» است.
این میدان یکی از ده میدان بزرگ جهان به‌شمار می‌رود.
تا قبل از مرگ مائو عکس سران کمونیسم یعنی مارکس و انگلس و لنین و استالین در این میدان نصب شده بود

## نگارخانه

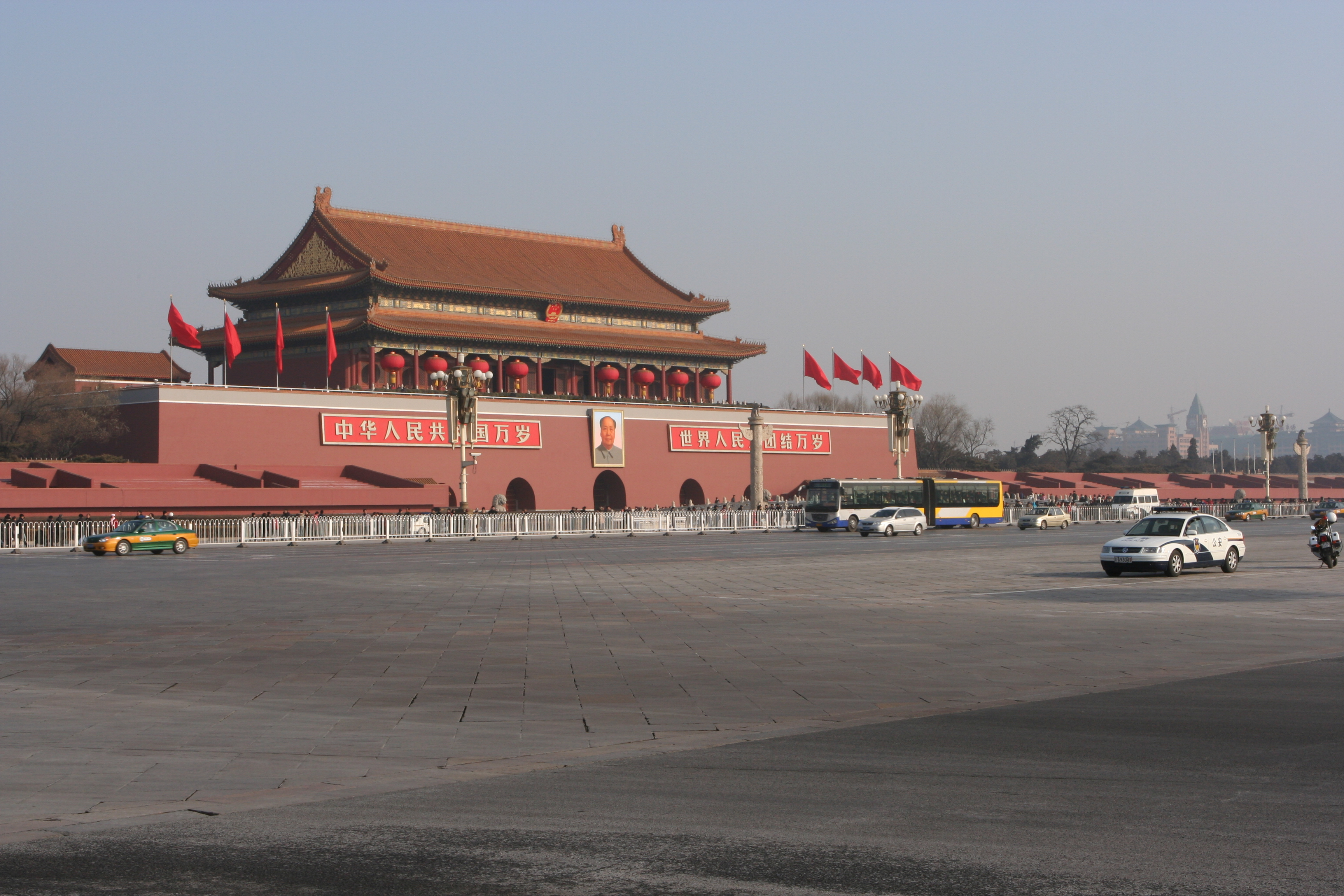
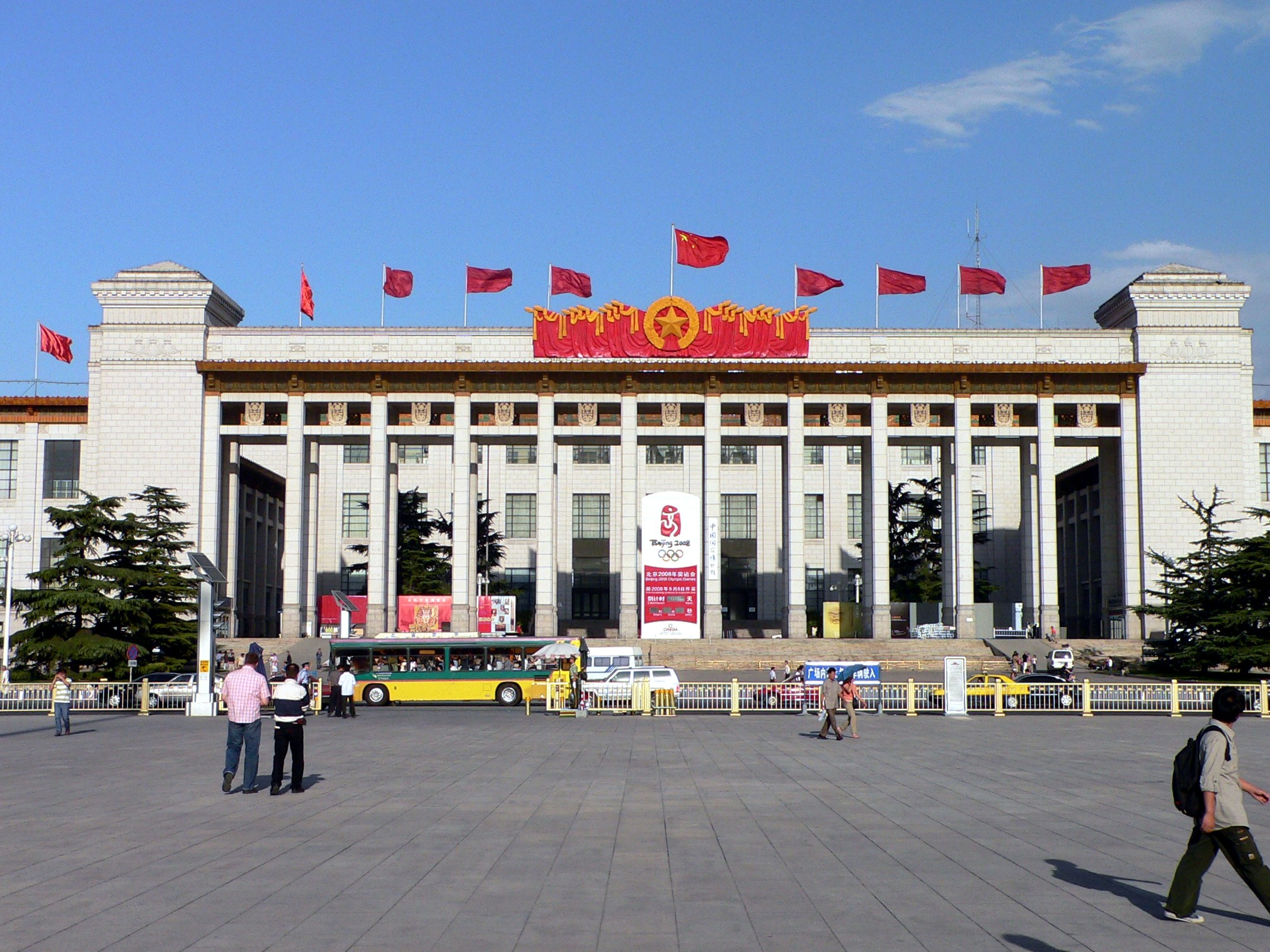
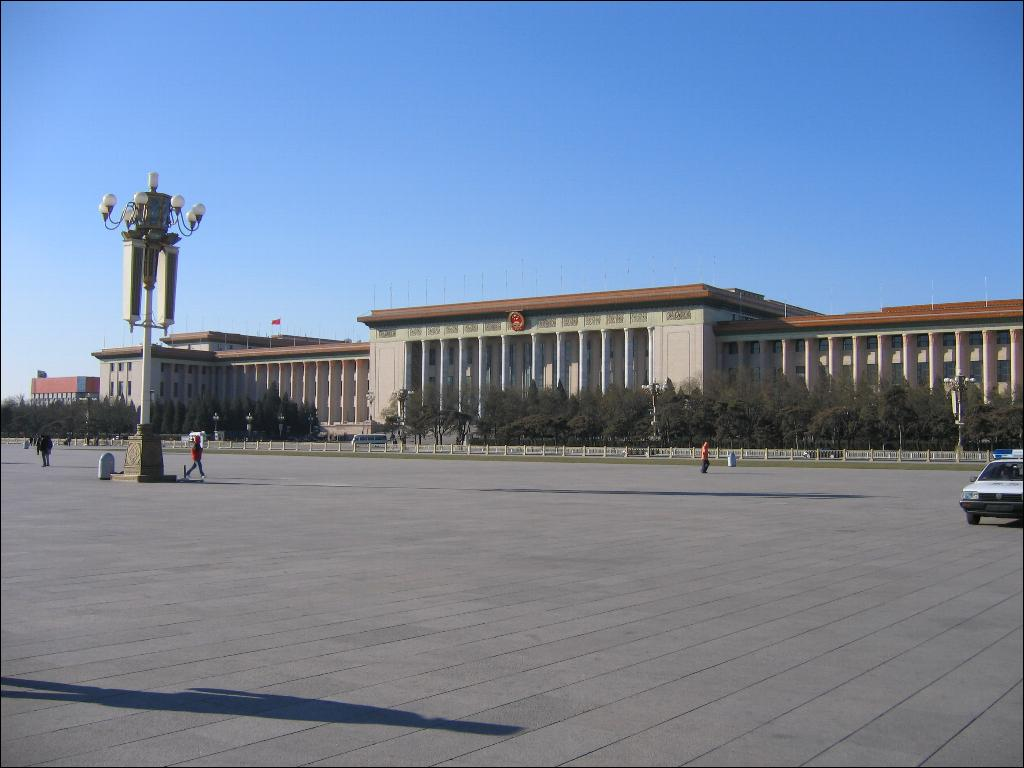
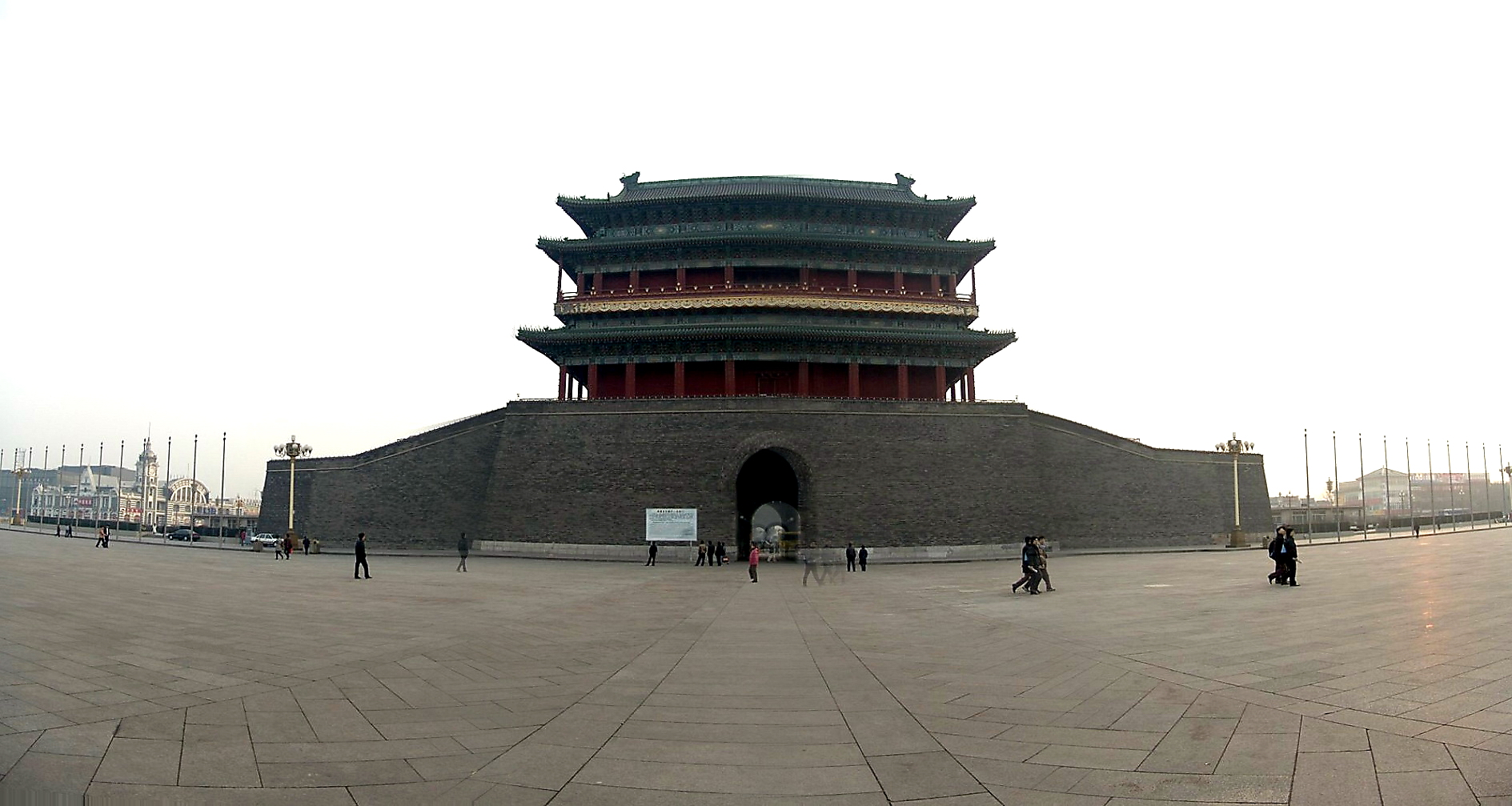
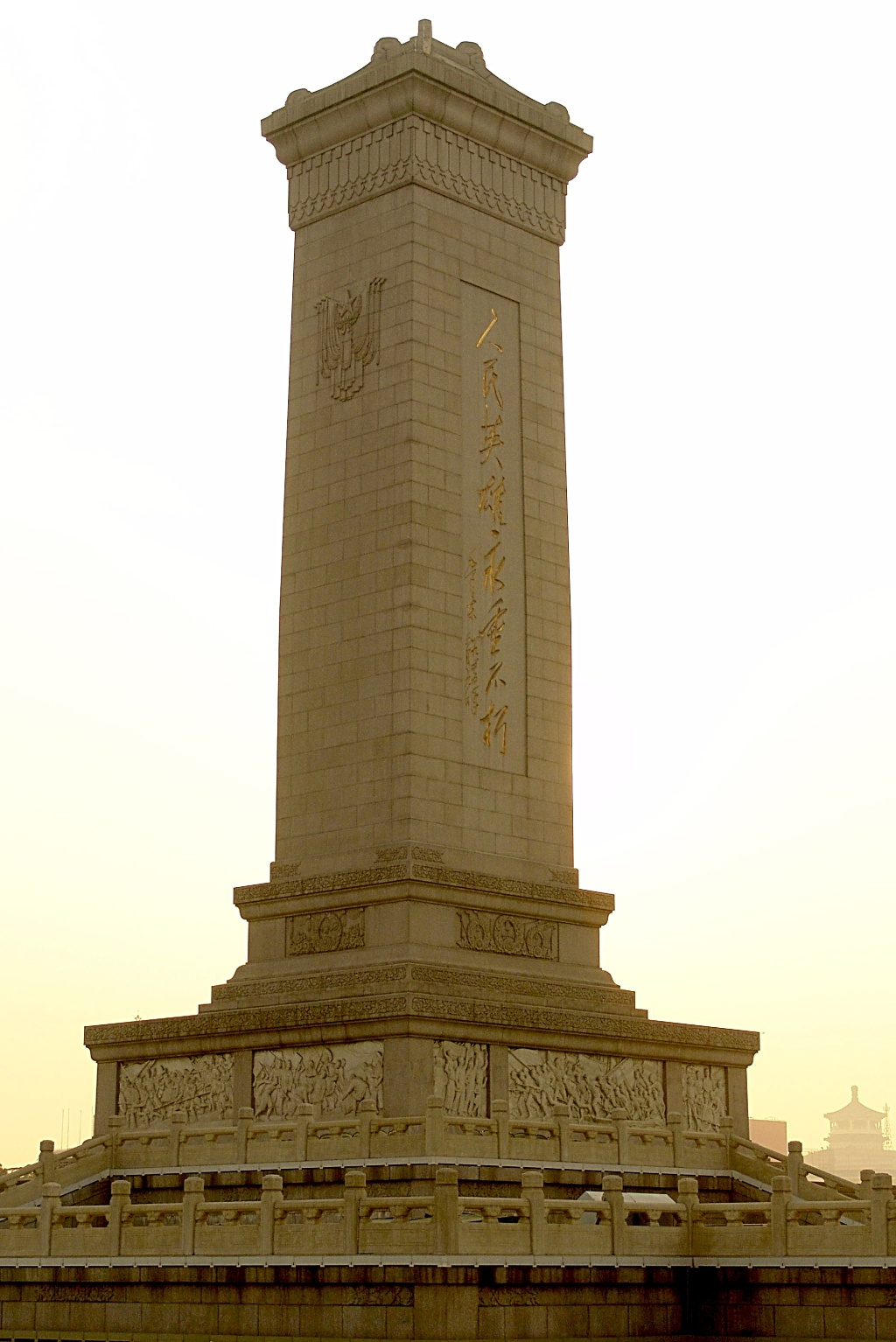
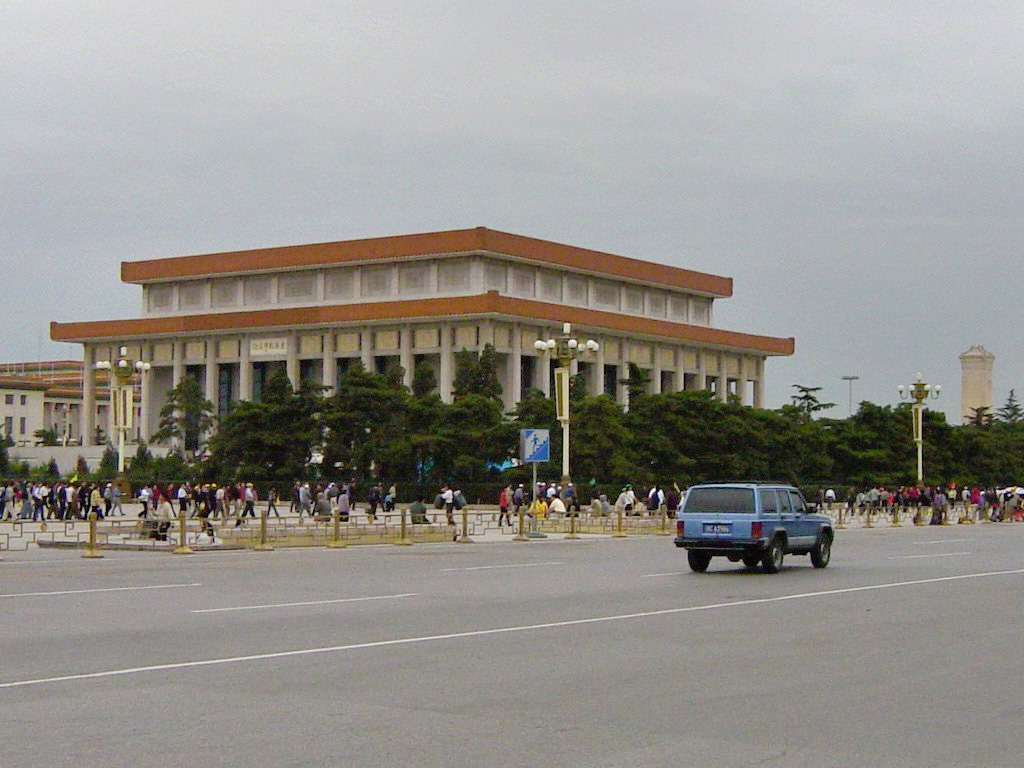
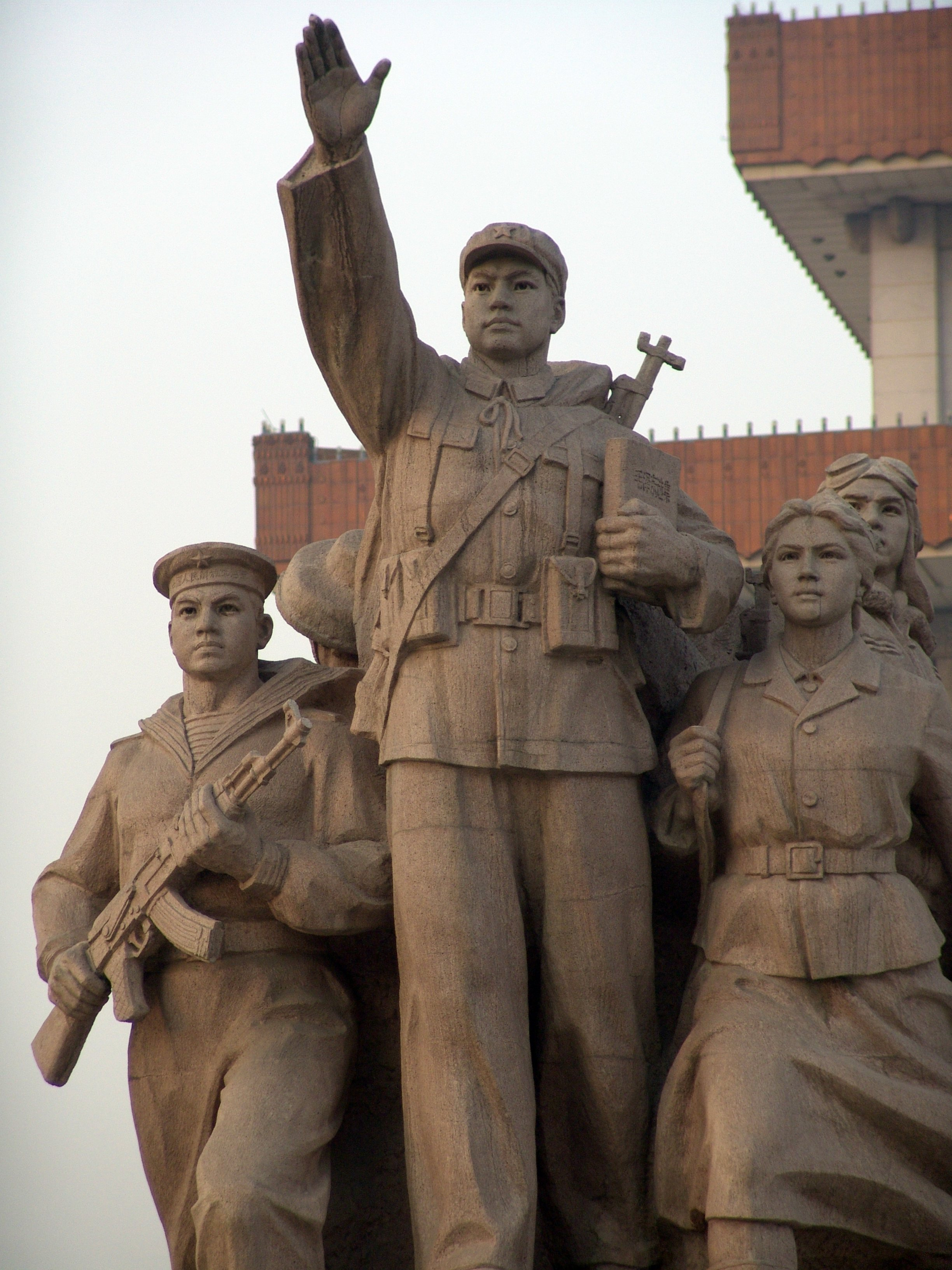
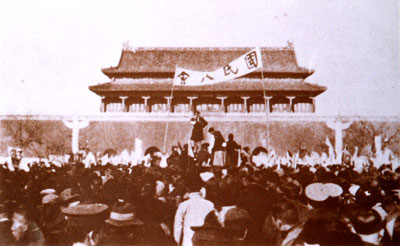
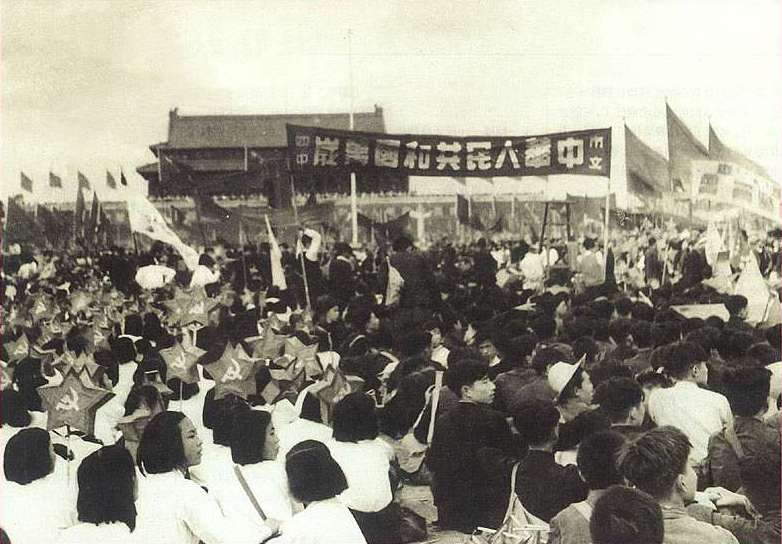
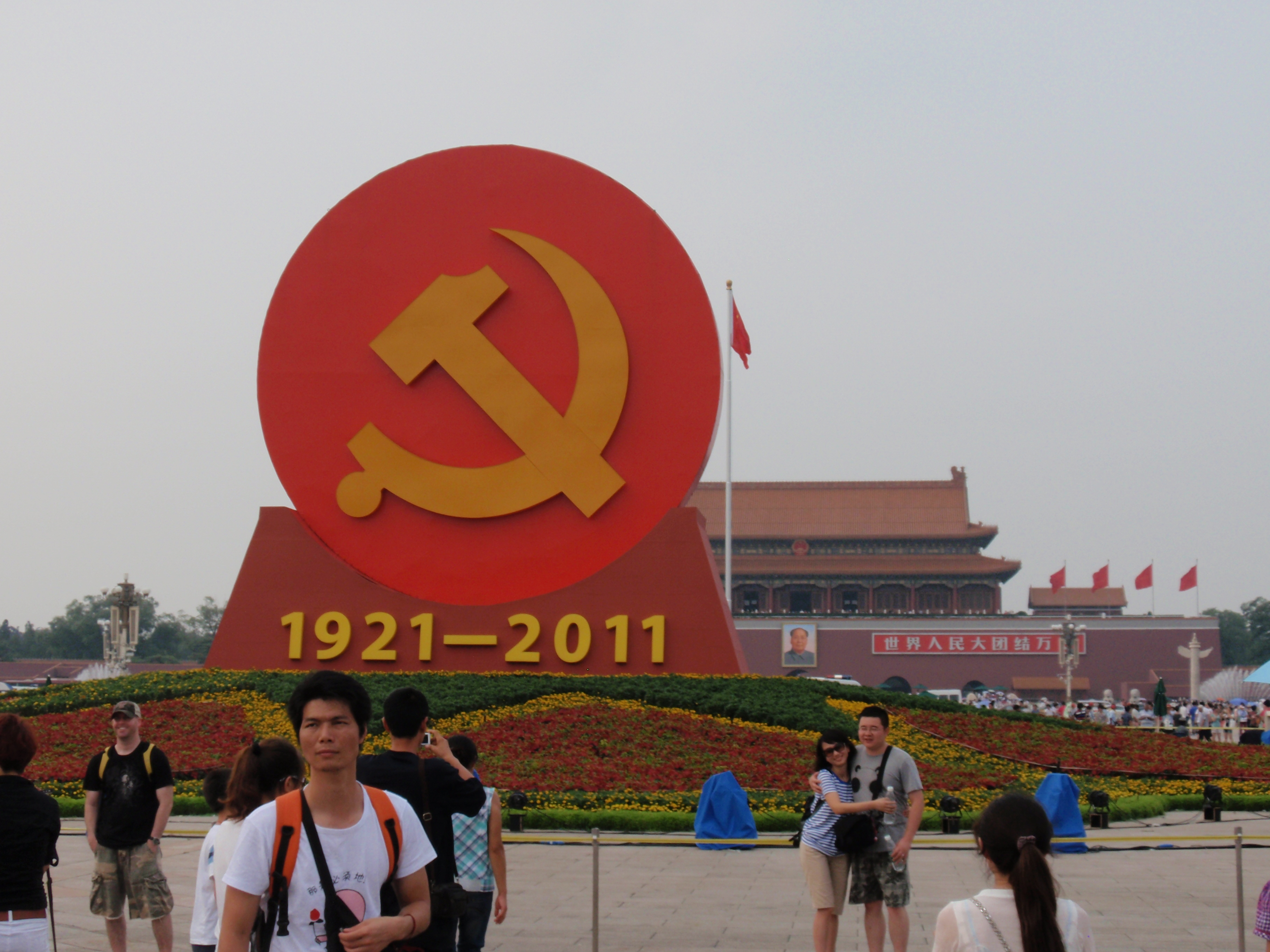
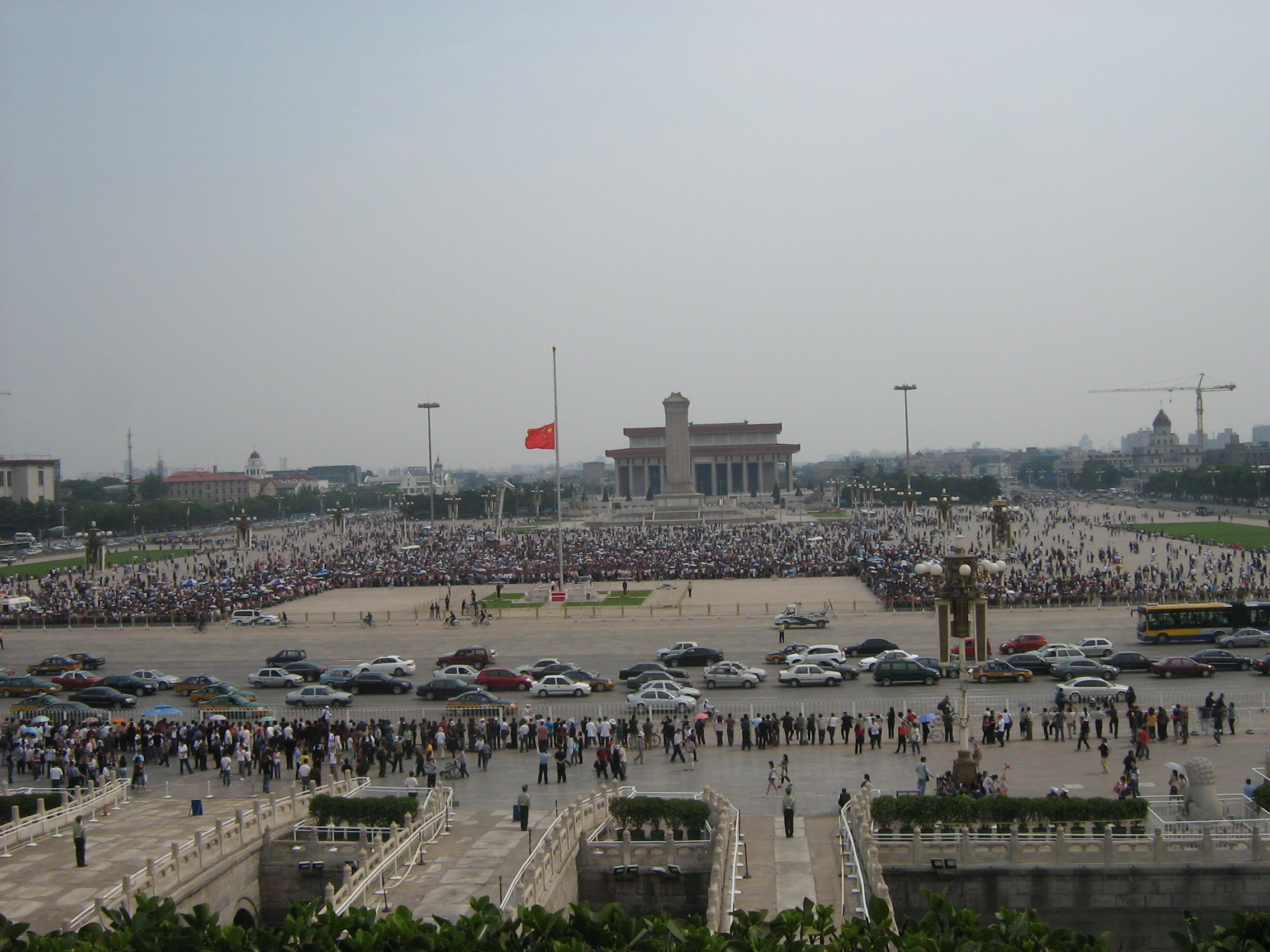